# Restitution des œuvres d'art spoliées sous le Troisième Reich

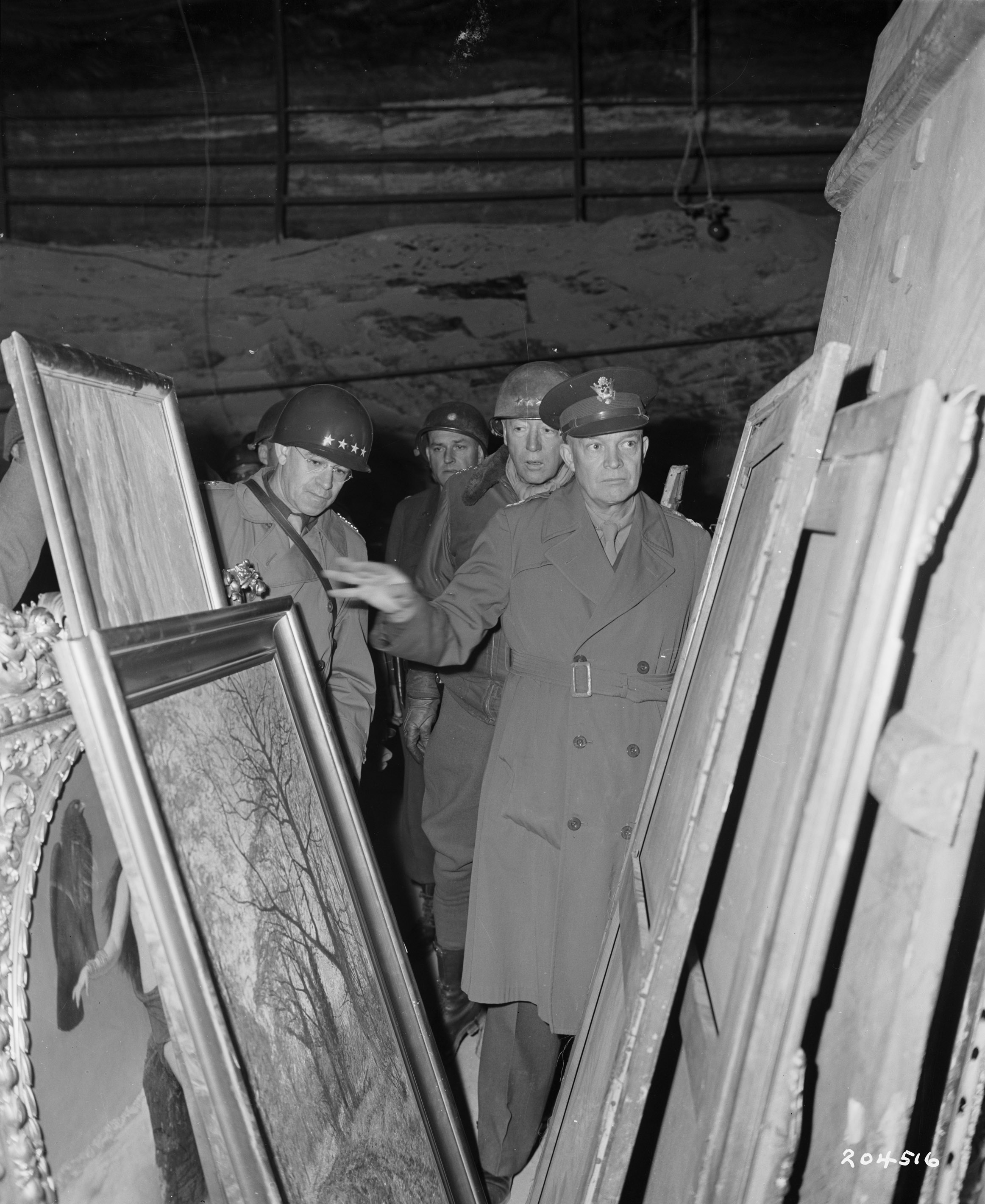
Avril 1945 : les généraux Dwight David Eisenhower, Omar Bradley et George Patton inspectent dans les mines de sel de Merkers-Kieselbach les œuvres d'art volées par les nazis.

La restitution des œuvres d'art spoliées sous le Troisième Reich est la tentative de retrouver les œuvres d'art pillées par les nazis dans toute l'Europe, depuis l'instauration de leur régime en 1933 (spoliation des Juifs dans l'Allemagne nazie) jusqu'à la fin de la Seconde Guerre mondiale (spoliation dans les pays occupés), et de les restituer à leurs propriétaires. Elle s'inscrit dans le cadre de la politique allemande de réparation des crimes du régime national-socialiste.
À la fin de la Seconde Guerre mondiale, les forces alliées en Allemagne découvrent un grand nombre d'œuvres d'art pillées, les mettent en sécurité et les restituent à leur pays d'origine. Si certaines œuvres sont vite restituées (les 21 903 objets d'art du château de Neuschwanstein sont retrouvés avec leurs archives formant un véritable catalogue de spoliation), beaucoup d'objets d'origine indéterminée sont parvenus sur le marché international de l'art et dans des collections publiques. Le nombre des œuvres d'art non restituées à leur propriétaire légal, pouvant être identifiées, et dispersées dans le monde dans des collections publiques ou privées, est estimé à 10 000.
En février 2000, le United States House Committee on Financial Services (en) de la Chambre des représentants des États-Unis évalue qu'entre 1933 et 1945, 600 000 œuvres ont été volées, expropriées, saisies ou pillées : 200 000 en Allemagne et en Autriche, 100 000 en Europe de l'Ouest et 300 000 en Europe de l'Est.

## Définition
Dans le domaine juridique, le terme de restitution désigne la restauration d'un droit (dans le cas présent : le droit à la propriété) qui a été bafoué par le non-respect des conventions internationales.

## Textes internationaux

### Règlement de La Haye: 1907
L’endommagement, la destruction et le pillage des biens culturels pendant la guerre, pratique qui a toujours eu cours dans les conflits armés, a été interdit pour la première fois par le Règlement de La Haye sur la guerre terrestre (HLKO) de 1907, qui est un accord international global entre les États signataires.

### Déclaration de Londres: 1943
La guerre allemande pendant la Seconde Guerre mondiale a clairement démontré l’impact limité du droit international. Les Alliés ont souligné dans la Déclaration de Londres du 5 janvier 1943 que, sur la base de l’interdiction du pillage énoncée à l’article 56 du HKLO, « tout transfert et aliénation de propriété […] seront déclarés nuls et non avenus ». Les demandes mutuelles de restitution des États reposaient précisément sur cette réglementation.

### Statut de l'IMT: 1945
Le vol des biens des Juifs et des personnes persécutées en tant que juives est défini comme un crime contre l'humanité au sens du droit international par le statut de l'IMT (Londres Charter of the International Military Tribunal) de 1945. Le caractère planifié du vol d’œuvres d’art national-socialistes visait non seulement une destruction physique, mais aussi ethnoculturelle et devait être remplacé par son propre ordre. « L’attitude intérieure de l’auteur (mens rea), qui s’efforce d’exterminer un autre groupe ethnique tant physiquement que culturellement, constitue le lien entre la destruction physique et la confiscation de biens et de biens, qui autrement ne seraient pas considérés comme si répréhensibles. […].
En règle générale, les particuliers n’avaient aucun recours direct et immédiat contre un État au regard du droit international. La législation sur la restitution trouve donc sa place dans la réglementation des créances de droit public, c'est-à-dire celles d'un réclamant contre l'État, ainsi que dans la conception des fondements du droit civil, c'est-à-dire les relations juridiques entre les citoyens les uns contre les autres ou contre les personnes morales.

### Loi militaire américaineno59: 1947
La loi militaire américaine no 59 du 10 novembre 1947 réglemente de manière exhaustive la restitution des biens confisqués pour des raisons raciales, religieuses et politiques et définit des principes juridiques qui sont encore utilisés aujourd'hui, par exemple dans la mise en œuvre de la Déclaration de Washington. Ils reposent sur la présomption légale selon laquelle tout acte juridique effectué par une personne persécutée après le 30 janvier 1933 constitue une perte de propriété causée par la persécution et contient donc un renversement de la règle de droit civil sur la charge de la preuve. Passé le délai (15 septembre 1935 - date des lois de Nuremberg), toutes les transactions juridiques pouvaient en principe être contestées car le vendeur pouvait être présumé dans une situation difficile. Les demandes de réparation pourraient être déposées en vertu du droit public, c’est-à-dire contre l’État.
Dans les zones alliées occidentales, le délai d'enregistrement était de douze mois à compter de l'entrée en vigueur de la loi. Il était principalement utilisé pour les biens immobiliers, mais ne pouvait pas être utilisé par de nombreuses personnes lésées simplement en raison de sa durée limitée. Les réglementations n'avaient en grande partie aucun sens pour la restitution des œuvres d'art car, dans de très rares cas, l'endroit où se trouvaient les peintures et autres œuvres était connu. Il n'existait pas de règles de remboursement correspondantes dans la zone soviétique. Il n'y a eu que des retours individuels à l'instigation des personnes concernées.

### Déclaration de Washington: 1998
La Déclaration de Washington du 3 décembre 1998, est signée par 44 États qui s'engagent à retrouver, et restituer l'art spolié.
Onze principes (Washington Conference Principles on Nazi-Confiscated Art) sont retenus en tenant compte des systèmes juridiques et des lois propres à chaque pays, et concernent les points suivants :
1. l'identification de l'art spolié et non-restitué (Art that had been confiscated by the Nazis and not subsequently restituted[8]) ;
2. l'ouverture des archives aux chercheurs ;
3. faciliter l'identification des œuvres ;
4. tenir compte en déterminant l'origine des œuvres, des circonstances de la période historique concernée (Holocaust era) ;
5. assurer une information sur ces œuvres pour identifier les propriétaires avant-guerre ou leurs héritiers ;
6. centraliser les informations sur ces œuvres ;
7. encourager les propriétaires ou les héritiers à faire valoir leurs droits ;
8. si un propriétaire ou héritier est identifié, parvenir à une solution juste et équitable, en tenant compte des situations particulières ;
9. si les propriétaires ne peuvent être identifiés, parvenir à une solution juste et équitable ;
10. les commissions ou organismes chargées d'identifier l'origine des œuvres doivent être composés de manière équilibrée ;
11. les pays signataires s'engagent à développer des procédures pour régler les différends en matière de propriété[8].

## Textes nationaux

### Allemagne fédérale

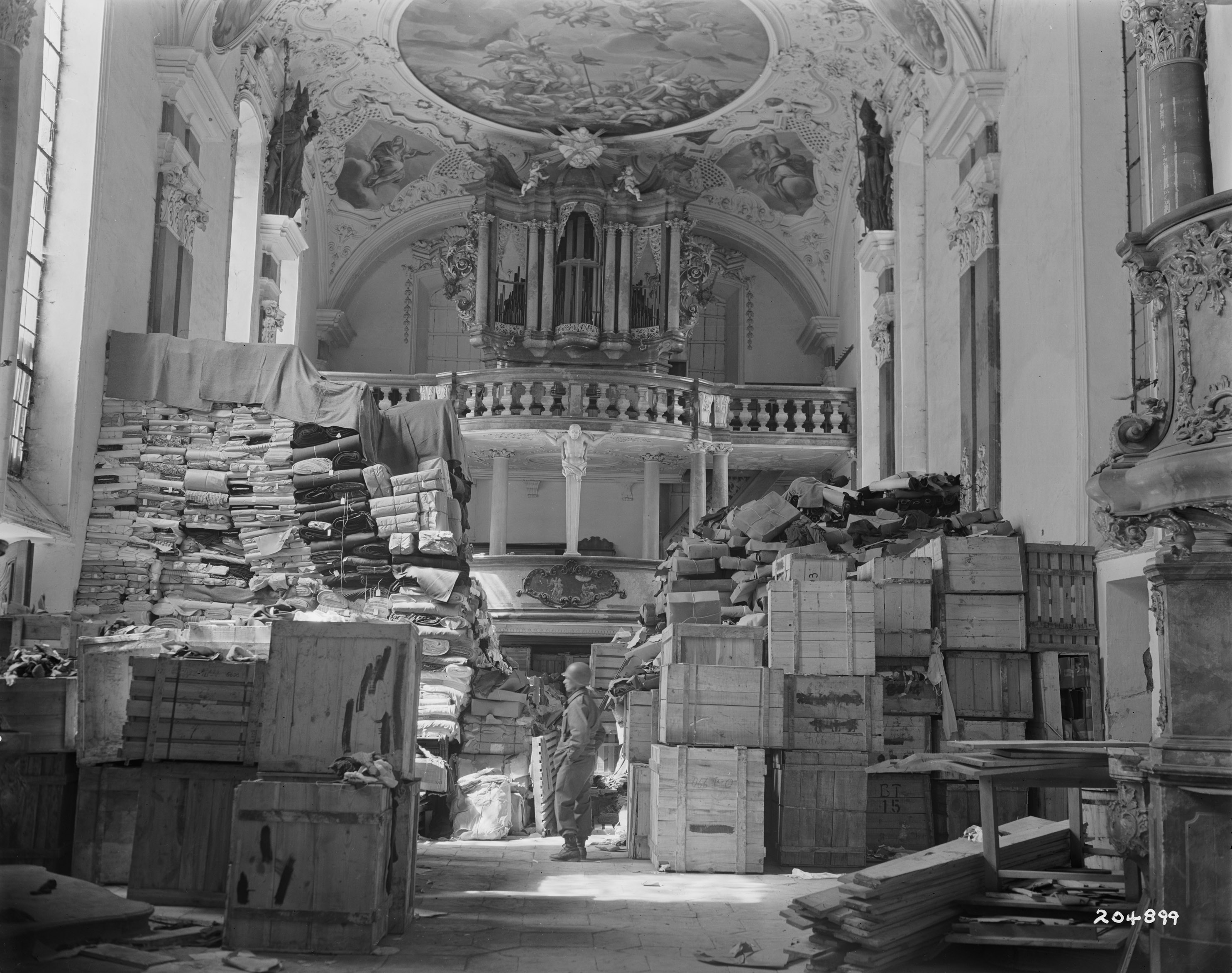
Avril 1945 : un soldat américain surveille des biens artistiques volés par les nazis et stockés à l'église du château d'Ellingen.

En 1954, une convention est signée entre les États-Unis, le Royaume-Uni et la République fédérale d'Allemagne (Vertrag zur Regelung aus Krieg und Besatzung entstandener Fragen (de)) qui transfère la responsabilité de la restitution à la RFA qui s'engage à dédommager les personnes persécutées dans le cadre d'une politique de réparation (Wiedergutmachung) à travers une série de textes de loi :
- Reparations Agreement between Israel and West Germany (en) (1952)
- Loi Berg (1953)
- Loi fédérale sur les réparations (de) (1956)
- Bundesrückerstattungsgesetz (de) (1957)
- BEG-Schlussgesetz (1965)

### Autriche
Contrairement à l'Allemagne, une loi sur la nullité est adoptée en Autriche le 15 mai 1945, qui déclare nulles et non avenues les transactions juridiques pendant l'occupation allemande si elles étaient « effectuées dans le cadre d'une pénétration politique ou économique du Reich allemand ».
Ainsi, les anciens propriétaires auraient pu exiger la restitution des biens s'ils avaient été perdus en raison de persécutions politiques, raciales ou économiques, sans être liés par aucun délai. En conséquence, cette vaste réglementation juridique a été précisée, partiellement restreinte et assortie de délais en 1949 avec sept lois sur la restitution.
En 1956, la propriété de 13 000 œuvres d’art a été clarifiée. Le retour effectif des nombreux anciens propriétaires qui avaient émigré a été empêché par la loi rigide d'interdiction d'exportation de 1918. Un grand nombre d'œuvres d'art provenant de collections renommées sont restées dans les musées autrichiens,.

### France

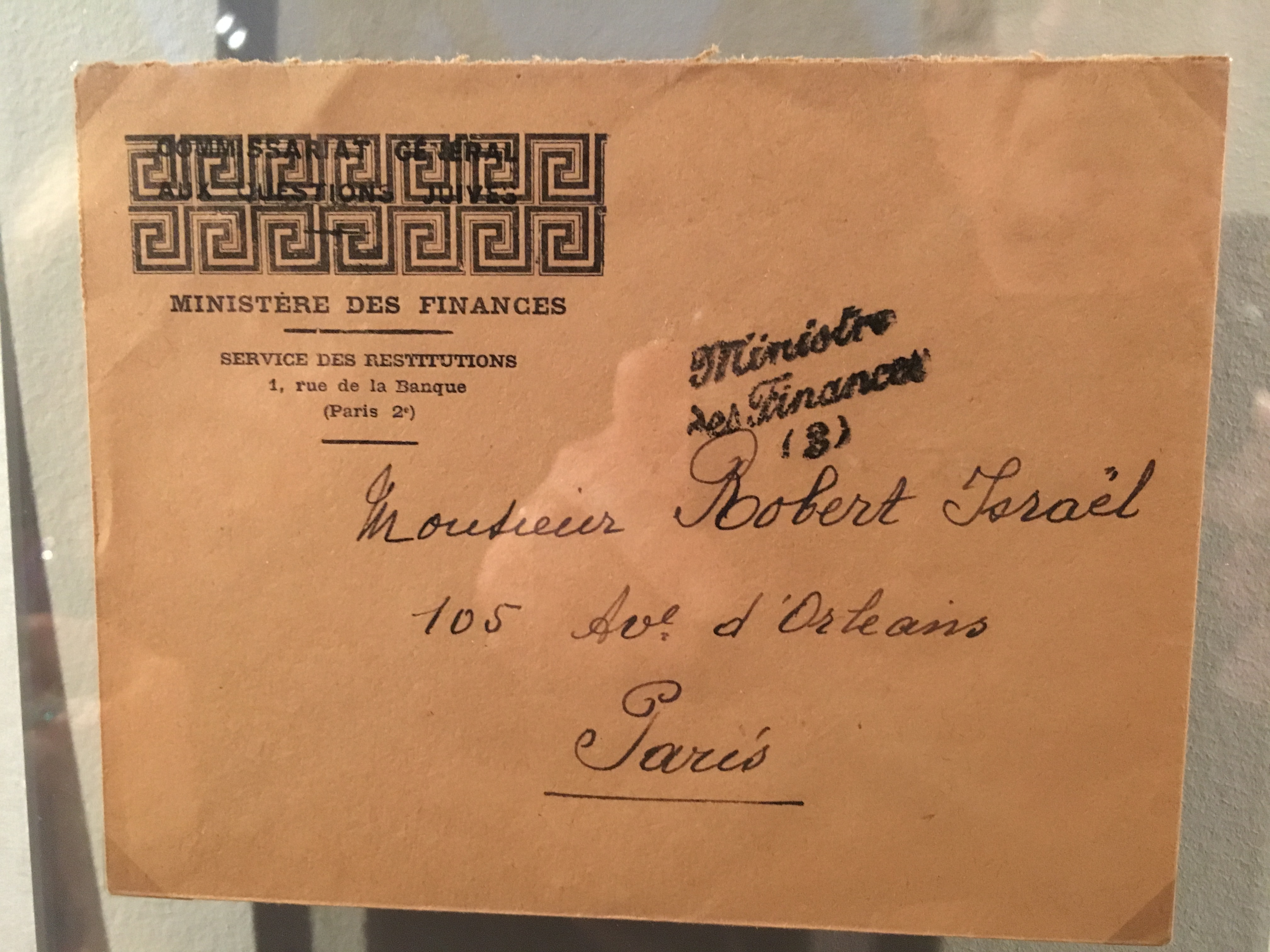
Enveloppe d'un courrier d'après-guerre pour la restitution de biens juifs spoliés (collection du MAHJ).

En tant que puissance alliée et cosignataire, la France avait déjà reconnue loi nationale en novembre 1943 l'accord de Londres du 5 janvier 1943, déclarant ainsi nul et non avenu tout transfert de propriété pendant la période d'occupation nationale-socialiste. En 1944, une commission est créée chargée du rapatriement des biens culturels volés,.
Entre 1947 et 1949, le Bureau central des restitutions (BCR) dont le siège est à Berlin, établit un « répertoire des biens spoliés en France durant la guerre 1939-1945 » qui concerne des biens réclamés à l'époque.
En 1950, sur les 61 000 œuvres d’art volées puis confisquées, 45 000 purent être restituées à leurs propriétaires ou à leurs héritiers. Sur les 16 000 restants, 2 000 ont été confiés à différents musées nationaux sous l'appellation « Musées Nationaux Récupération » (MNR). Près de 12 500 œuvres jugées de moindre valeur ont été vendues dans les années suivantes ; le reste a été reversé à un fonds de soutien aux artistes.
Au début des années 1990, les fonds du MNR dans les collections publiques sont devenus problématiques car il s’agissait tous d’objets pillés par les nazis et les musées n’avaient jamais fait l’effort d’en retrouver les propriétaires légitimes. En septembre 1999, la CIVS, la Commission d'indemnisation des victimes des pillages dus aux lois antisémites de l'occupation, est fondée.
En 2005, 15 000 demandes sont déposées, dont environ 200 concernent la perte d'œuvres d'art. Une indemnisation est accordée dans 64 cas et rejetée dans 22 cas. La restitution d'œuvres d'art est ordonnée dans quatre cas.
En janvier 2013, un rapport sénatorial est remis à la commission de la culture du Sénat afin de « donner une nouvelle impulsion à la recherche de provenance », il établit un bilan des restitutions effectuées, des objets confiés aux musées nationaux en attente de restitution, et propose une démarche pour la restitution des œuvres ; s'ensuivent neuf propositions de la commission de la Culture,.
En mai 2014, sur 2 058 œuvres spoliées recensées et répertoriées, on en compte seulement dix restituées aux familles les dix derniers mois. La procédure est en effet complexe, devant se faire à l'initiative des familles à partir d'un dossier de preuves (actes notariés, pièces d'état civil). Un rapporteur statue d'abord sur sa recevabilité ; si cela est positif, la demande est présentée à un comité fonctionnant à la manière d'un tribunal et la décision finale revient au commissaire du gouvernement, qui transmet ensuite au ministère des Affaires étrangères, chargé des trésors ramenés d'Allemagne à la Libération et depuis conservés dans des musées publics. L'État français ne cherche pas directement les familles lésées, souvent juives, qui avaient cédé à bas prix leurs biens à des marchands d'art véreux, mais des initiatives privées existent, comme celle du généalogiste israélien Gilad Japhet qui cherche les héritiers grâce aux bases de données.
Grâce à un décret de 1949, il n'existe plus de prescription pour revendiquer ces œuvres : ces biens, inaliénables, sont mis à la garde de l'État français dans l'attente de restitution.

### Grande-Bretagne
En 2000, a été fondé le Spoliation Advisory Panel (en) afin de conseiller le Gouvernement britannique dans le cadre de l'examen des demandes de restitutions opérées par les descendants et ayant-droits des familles spoliées par les nazis.

### Pays-Bas
Après la guerre, le problème des œuvres d’art pillées a reçu peu d’attention aux Pays-Bas. Une grande partie des œuvres d'art volées dans les points de collecte entre 1946 et 1948 se sont retrouvées dans des musées publics ou dans le commerce international de l'art, sans qu'aucune recherche ne soit menée sur leur origine.
Ce n'est que dans les années 1990 qu'un changement de mentalité a commencé, lorsque les héritiers de Jacques Goudstikker ont exigé des éclaircissements sur les fonds de la galerie, que l'on croyait perdus, et qu'on a appris que de nombreuses peintures étaient exposées dans les collections néerlandaises.
En 1997, une commission d'enquête (SNK) est créée pour examiner les fonds des musées néerlandais. Les institutions elles-mêmes fondent le « 1940-1948 Museum Acquisitions Project » en mars 1998 pour rechercher les provenances. De ce travail est née en 2001 la « Commission consultative sur les demandes de restitution de biens culturels de la Seconde Guerre mondiale » (en néerlandais Restitutiecommissie). Ses tâches comprennent la recherche de provenance, la détermination du processus de perte et la décision sur les demandes de retour. Une date limite était initialement fixée pour le dépôt des demandes de restitution jusqu'au 4 avril 2007, après quoi plus aucune demande ne pouvait être soumise. Cependant, la Commission n'a pas arrêté ses travaux.